# Prinia des collines
Prinia superciliaris
Espèce
Statut de conservation UICN

 LC  : Préoccupation mineure
La Prinia des collines (Prinia superciliaris) est une espèce de passereaux de la famille des Cisticolidae.

## Répartition et sous-espèces
Selon la classification de référence du Congrès ornithologique international (15.1, 2025) elle se répartit en cinq sous-espèces (ordre phylogénique) :
- P. s. erythropleura (Walden, 1875) — est de la Birmanie et nord-ouest de la Thaïlande ;
- P. s. superciliaris (Anderson, 1871) — sud de la Chine et nord de l'Indochine ;
- P. s. klossi (Hachisuka, 1926) — sud de l'Indochine  ;
- P. s. waterstradti (Hartert, 1902) — mont Tahan (Malaisie) ;
- P. s. dysancrita (Obreholser, 1912) — Bukit Barisan.